# Трубецька Марія Володимирівна
Марі́я Володи́мирівна Трубецька́ (26 березня 1897 — 16 березня 1976) — українська художниця, представниця школи Михайла Бойчука, книжковий графік та плакатистка.

## Життєпис
Правнука декабриста Олександра Петровича Трубецького. Народилася в Києві на вул. Володимирській, 3.
Навчалась у приватних майстернях Івана Селезньова та А. Сабатовського, з травня 1918 року — в УДАМ, у Михайла Бойчука, закінчила 1924 року.
Брала участь у розписах:
- червоноармійських київських Луцьких казарм, виконувала композиції за ескізами Бойчука, обрамляла їх українськими орнаментами;
- приміщення Київського оперного театру до І з'їзду волосних виконкомів (1919);
- Харківського театру до V Всеукраїнського з'їзду Рад (1921);
- павільйону Української PCP на 1-й Всеросійській кустарно-промисловій і сільськогосподарській виставці у Москві;
- Кооперативного інституту в Києві (1923).

У 1918–1928 роках працювала в Київському художньому інституті, завідувала музеєм, бібліотекою.
Виконувала ілюстрації до журналу «Барвінок» у 1920–1921 роках.
Зазнала переслідувань та цькувань — в 1920–1930 роках «мистецтвознавча критика» облюбувала для своїх «аналітичних» вправ таку обставину, що учениця Бойчука Катерина Олександрівна Бородіна (1895/1897–1928 (?)) була дочка генерала, а Марія Трубецька — князівна.
Протягом 1944–1952 років — завідувачка бібліотеки Державного музею західного та східного мистецтва.
Серед творів:
- «Молодь співає» (фрагмент оформлення київської опери до першого з'їзду рад 1919, репрезентував Хмурий Василь, «Український революційний плякат», 1932),
- темпера «Коупера. Кам'янське», Перша художня виставка АРМУ, Київська філія, 1927,
- «Гончар»,
- «Дівчинка з кавуном» (по віршу Едуарда Багрицького «Кавун»), 1960-ті.

Чоловік — скульптор й педагог Макс Гельман.
Наприкінці шістдесятих років мешкала по вул. Леніна, 27, проти опери, над художнім салоном, у будинку Екстер.